# 邢元敏 (1948年)
邢元敏（1948年3月—），女，汉族，重庆渝中人，中华人民共和国政治人物。中国共产党中央党校研究生，高级经济师，1969年3月参加工作，1974年12月加入中国共产党，在2008年1月至2013年1月间担任重庆市政协主席。

## 生平
1969年3月至1972年1月，中华人民共和国四川省巴县小观公社知青，襄渝铁路民兵。
1993年5月至1996年9月，中国共产党重庆市委常委、组织部部长。
2002年5月至2007年1月，任中国共产党重庆市委副书记。
2007年5月至2008年1月，担任重庆市政协副主席。
2008年1月至2013年1月，担任重庆市政协主席。
中共十六大代表，中国共产党第一届、二届、三届重庆（直辖后）市委委员，中国共产党重庆市（直辖后）第一、二、三次党代会代表，九届全国人大代表，重庆市一届、二届人大代表，重庆市三届政协委员。

## 趣闻
在邢元敏任重庆市政协主席的同时期内，与天津市政协主席邢元敏重名。